# Cracked Rear View
Cracked Rear View es el álbum debut de estudio de la banda estadounidense Hootie & the Blowfish, publicado el 5 de julio de 1994 por Atlantic Records. 
El álbum se convirtió en extremadamente popular en los Estados Unidos y sigue siendo uno de los álbumes más vendidos de la historia.

## Grabación
Don Gehman fue elegido por Tim Sommer, director de artistas y repertorio de Atlantic como productor, debido a sus anteriores trabajos con John Mellencamp y R.E.M.

## Recepción
"Cracked Rear View" es el disco más exitoso de Hootie & Blowfish. Fue el álbum más vendido de 1995 en los Estados Unidos, con 10,5 millones de unidades sólo ese año, con un total de 16 millones de copias enviadas a los minoristas hasta el 31 de marzo de 1999. Es el 16º álbum más vendido de todos los tiempos en los Estados Unidos.
"Cracked Rear View" alcanzó el número uno en el Billboard 200 cinco veces durante el transcurso de 1995. El álbum también alcanzó el número uno en Canadá y Nueva Zelanda. Tres millones de copias se vendieron a través del sistema de pedidos por correo Columbia House.
Las críticas de "Cracked Rear View" fueron en su mayoría positivas. La reseña en Allmusic de Stephen Thomas Erlewine le dio cuatro estrellas y media sobre cinco, y dijo que era "la historia exitosa de 1994/1995". También dijo: "Aunque Hootie & the Blowfish no sean innovadores, entregan un álbum de canciones sólidas de raíces de folk-rock que tienen ganchos simples y poderosos".

## Lista de canciones
Todas las canciones fueron escritas por Mark Bryan, Dean Felber, Darius Rucker y Jim "Soni" Sonefeld, excepto "Sometimes I Feel Like a Motherless Child" (Tradicional).
| N.º | Título                                                    | Duración |
| --- | --------------------------------------------------------- | -------- |
| 1.  | "Hannah Jane"                                             | 3.33     |
| 2.. | "Hold My Hand"                                            | 4.15     |
| 3.  | "Let Her Cry"                                             | 5.08     |
| 4.  | "Only Wanna Be with You"                                  | 3.46     |
| 5.  | "Running from an Angel"                                   | 3.37     |
| 6.  | "I'm Goin' Home"                                          | 4.11     |
| 7.  | "Drowning"                                                | 5.01     |
| 8.  | "Time"                                                    | 4.53     |
| 9.  | "Look Away"                                               | 2.38     |
| 10. | "Not Even the Trees"                                      | 4.37     |
| 11. | "Goodbye"                                                 | 4.05     |
| 12. | "Sometimes I Feel Like a Motherless Child" (pista oculta) | 0.54     |

En 2001, el álbum fue reeditado en DVD-Audio con un disco conteniendo la discografía, galería de fotos y un video en vivo de "Drowning".

## Singles
1. "Hold My Hand"– publicado el 18 de julio de 1994
2. "Let Her Cry" – publicado el 17 de diciembre de 1994
3. "Only Wanna Be with You" – publicado el 17 de julio de 1995
4. "Time" – publicado el 24 de octubre de 1995
5. "Drowning" – publicado en noviembre de 1995

Las fechas de publicación corresponden a los Estados Unidos.

## Músicos

### Hootie & the Blowfish
- Mark Bryan – guitarra eléctrica, guitarra acústica, percusión vocal, mandolina en "Only Wanna Be with You", piano en "Not Even the Trees".
- Dean Felber – bajo, clavinet, coros, piano en "Only Wanna Be with You".
- Darius Rucker – voz, guitarra acústica, percusión.
- Jim "Soni" Sonefeld – batería, percusión, coros, piano.

### Músicos adicionales
- David Crosby – coros en "Hold My Hand".
- Lili Haydn – violín en "Look Away" y "Running from an Angel".
- John Nau – piano en "I'm Goin' Home", órgano Hammond.

### Producción
- Jean Cronin – dirección de arte
- Don Gehman – producción, ingeniería de grabación, mezcla
- Michael McLaughlin – fotografía
- Wade Norton – asistente de ingeniería
- Gena Rankin – coordinación de producción
- Eddy Schreyer – masterización
- Tim Sommer – artistas y repertorio
- Liz Sroka – asistente de mezcla